# Pseudestoloides costaricensis
Pseudestoloides costaricensis là một loài bọ cánh cứng trong họ Cerambycidae.